# Céline Devaux
Céline Devaux (París, 1987) es una directora e ilustradora francesa. En septiembre de 2017, su película Gros Chagrin fue galardonada con el premio al mejor cortometraje en el Festival de Cine de Venecia.

## Trayectoria profesional
Estudió en la Escuela Nacional de Artes Decorativas de París (ENSAD) donde se graduó en cine de animación.
En 2013, como proyecto de graduación, dirigió el cortometraje Vie et Mort del ilustre Grigori Efimovitch Raspoutine, que ganó premios en varios festivales, entre ellos el Festival Internacional de Cortometrajes de Clermont-Ferrand (Premio a la Mejor Película de Animación Francófona) y el Festival Premiers Plans de Angers. Le Repas Dominical, su segundo cortometraje con la voz de Vincent Macaigne y música de Flavien Berger, fue seleccionado en competición oficial en el festival de Cannes en 2015, y recibió el César al mejor cortometraje de animación en 2016,
En 2017, su película Gros Chagrin recibió el premio al mejor cortometraje en el Festival de Cine de Venecia. Presentó su trabajo en 2018 durante una exposición llamada "Repas Chagrin"  en Maison Fumetti, un centro cultural en Nantes dedicado al cómic y las artes gráficas. En 2018 formó parte del jurado del Festival Premiers Plans de Angers en la categoría de cortometrajes.
Es miembro del Collectif 50/50 que tiene como objetivo promover la igualdad entre mujeres y hombres y la diversidad en el cine y el audiovisual.
Su primer largometraje, Everyone Loves Jeanne, fue seleccionado para la Semana de la Crítica 2022, en una proyección especial.

## Filmografía
- 2010: How to Make a Hysterically Funny Video on a Very Sad Music.

- 2011: How to Make a Movie for an Abbey.
- 2012: Vie et Mort de l'illustre Grigori Efimovitch Raspoutine  (cortometraje de animación).
- 2013: L'Onde nue.
- 2015: Gravité de Flavien (clip).
- 2015: Le Repas dominical (cortometraje de animación).
- 2017: Gros Chagrin (cortometraje de animación).
- 2022: Tout le monde aime Jeanne (largometraje).

## Premios
- Festival Internacional de Cortometrajes de Clermont-Ferrand 2013: Premio SACD a la mejor película de animación en lengua francesa por Vie et Mort de l'illustre Grigori Efimovitch Raspoutine.
- Festival Internacional de Cortometrajes de Clermont-Ferrand 2016: Premio Especial del Jurado y Premio SACD a la Mejor Película de Animación en Lengua Francesa por Le Repas dominical.
- César 2016: César al mejor cortometraje de animación por Le Repas dominical.
- Festival Internacional de Cortometrajes de Clermont-Ferrand 2018: Premio Estudiantil por Gros Chagrin.
- Festival de Cine de Venecia 2017: Premio al mejor cortometraje por Gros Chagrin.